# Национальный демократический институт по международным вопросам (США)
Национальный демократический институт по международным вопросам (англ. National Democratic Institute for International Affairs, также NDI, NDIFIA) — организация, созданная правительством Соединённых Штатов, финансируемая Национальным фондом демократии (NED) для продвижения демократии в развивающихся странах. Финансирование осуществляется федеральным правительством, различными международными агентствами развития и частными фондами. Штаб-квартира организации находится в Вашингтоне, округ Колумбия.
В рамках своей миссии «NDI оказывает практическую помощь общественными и политическим деятелям, продвигающим демократические ценности, практики и институты. NDI работает с демократами в каждом регионе мира и помогает в создании политических и общественных организаций, в обеспечении честных выборов и в продвижении гражданского участия, открытости и ответственности в правительствах».
NDI тесно связана с Демократической партией США и поддерживает связи с Либеральным интернационалом, Социалистическим интернационалом, и Центристским демократическим интернационалом (ранее Христианские демократы). Однако, программы NDI не являются партийными, что позволяет сотрудничать с различными демократическими и неэкстремистскими политическими партиями и общественными организациями. Согласно сайту[какому?] «NDI не может себе позволить навязывать решения и не считает, что одна и та же демократическая система может в неизменном виде быть реализована в других местах. Напротив, NDI предлагает свой опыт и широкий спектр различных демократических практик и институтов, которые бы лидеры стран смогли наилучшим образом адаптировать в своих политических условиях».

## Деятельность в России
По данным Новой газеты, в период между 1992 и 1996 годами Национальный демократический институт по международным вопросам и Международный республиканский институт провели «тренинги» для «реформистски настроенных политических активистов». Эти тренинги прошли, в частности, представители фракции Выбор России, партии Яблоко, а также других политических партий. Впрочем, Яблоко стало единственной партией из подготовленных фондом, которой удалось преодолеть 5-процентный рубеж на выборах в Госдуму в 1995 году. Среди прошедших тренинг был и будущий Президент России Владимир Путин. Впоследствии, уже после начала президентства Путина  этот факт замалчивался органами власти РФ и прокремлёвскими молодёжными организациями.
Летом 2015 года в России, в соответствии с Федеральным законом от 23.05.2015 № 129-ФЗ, Национальный демократический институт по международным вопросам вошёл в «патриотический стоп-лист», в связи с чем его деятельность на территории страны является нежелательной.

## Совет директоров и главные консультанты
NDI проводит регулярные исследования и публикует доклады о глобальных демократических политических событиях в сотрудничестве с фабриками мысли, неправительственными и общественными организациями. NDI имеет офисы в более чем 70 странах Азии, бывшего Советского Союза, Латинской Америки, Европы, Ближнего Востока и Африки.
| Совет директоров - Мадлен Олбрайт, председатель - Том Дэшл, зам.председателя - Kenneth F. Melley, секретарь - Eugene Eidenberg, фин.директор - Kenneth D. Wollack, президент - Marc B. Nathanson, зам.председателя - Douglas Ahlers - Bernard W. Aronson - J. Brian Atwood - Harriet C. Babbitt - Elizabeth Frawley Bagley - Erskine Bowles - Joan Baggett Calambokidis - Thomas A. Daschle - Barbara J. Easterling - Джеральдин Ферраро - Sam Gejdenson - Patrick J. Griffin - Shirley Robinson Hall - Harold Hongju Koh - Peter Kovler - Nat LaCour - Robert G. Liberatore - Judith McHale - Constance J. Milstein - Molly Raiser - Nicholas Andrew Rey - Susan E. Rice - Nancy H. Rubin - Elaine K. Shocas - Bren Simon - Michael R. Steed - Maurice Tempelsman - Arturo Valenzuela - Mark R. Warner - Paul G. Kirk, Jr., почётный председатель - Уолтер Мондейл, почётный председатель - Charles T. Manatt, почётный председатель | Комитет главных консультантов - William V. Alexander - Michael D. Barnes - Джон Брадимас - Билл Брэдли - Emanuel Cleaver, II - Mario M. Cuomo - Patricia M. Derian - Кристофер Додд - Майкл Дукакис - Martin Frost - Richard N. Gardner - Richard A. Gephardt - John T. Joyce - Peter G. Kelly - Paul G. Kirk - Elliott F. Kulick - John Lewis - Donald F. McHenry - Abner J. Mikva - Charles S. Robb - Stephen J. Solarz - Theodore C. Sorensen - Esteban E. Torres - Anne Wexler - Andrew J. Young |